# 24236 Danielberger
24236 Danielberger là một tiểu hành tinh vành đai chính với chu kỳ quỹ đạo là 1651.1569519 ngày (4.52 năm).
Nó được phát hiện ngày 7 tháng 12 năm 1999.